# Абуашвили, Георгий
Гео́ргий Абуашви́ли (груз. გიორგი აბუაშვილი; 8 февраля 2003, Тбилиси) — грузинский футболист, нападающий клуба «Колхети-1913».

## Биография

### Клубная карьера
Воспитанник тбилисского «Динамо». Дебютировал в чемпионате Грузии 16 июня 2019 года, появившись на замену в игре с «ВИТ Джорджия», но этот матч остался единственным в чемпионском для «Динамо» сезоне 2019. В следующий раз сыграл за команду в 2021 году, проведя 4 матча. Летом того же года перешёл в фарм-клуб португальского «Порту», но в сезоне 2021/22 не провёл за команду ни одного матча. Дебютировал за «Порту B» в октябре 2022 года.

### Карьера в сборной
Выступал за юношеские сборные Грузии до 17 и до 19 лет.

## Достижения
«Динамо» Тбилиси
- Чемпион Грузии: 2019